# Psychologische Astrologie

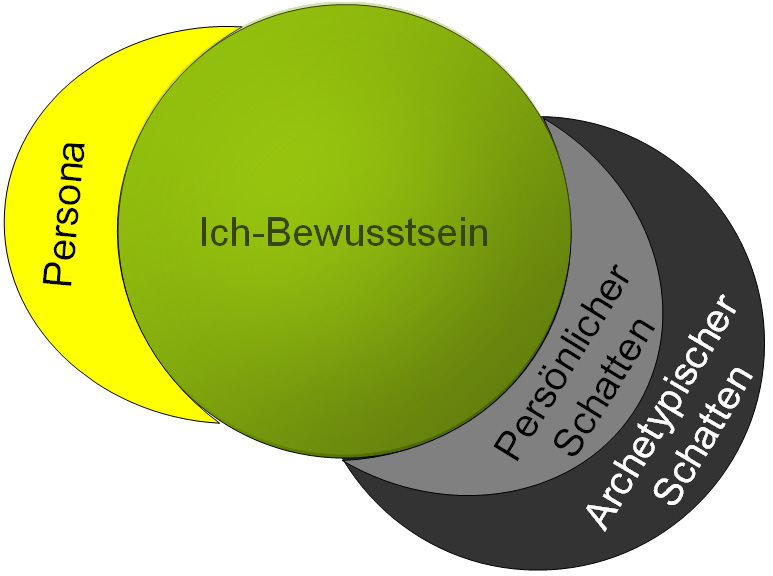
Die Grafik zeigt modellhaft das Konzept des Schattens nach C.G. Jung in seiner Beziehung zu Ich-Bewusstsein und Persona

Die Psychologische Astrologie ist ein Teilgebiet der modernen, westlichen Astrologie. Sie wird von manchen Vertretern der Tiefenpsychologie, der Humanistischen Psychologie, der Transpersonalen Psychologie und Individualastrologie zur Entwicklung neuer Beratungs- und Therapiemöglichkeiten geprägt. Das Geburtshoroskop wird dabei vielfach als Abbild seelischer Anlagen, Denk- und Verhaltensweisen gedeutet. Diese gelte es zu verstehen, um sich so vor allem selbst besser kennen zu lernen, und im Idealfall alle Licht- und Schattenseiten anzunehmen.
Alle methodisch korrekten empirischen Studien kommen zu dem Ergebnis, dass überprüfbare Aussagen von Astrologen statistisch nicht signifikant besser zutreffen als willkürliche Behauptungen. Trotz des Begriffes "Psychologisch" hat die Psychologische Astrologie nichts mit der modernen wissenschaftlichen Psychologie zu tun.

## Geschichte

### Anstoß zur Entwicklung einer Psychologischen Astrologie

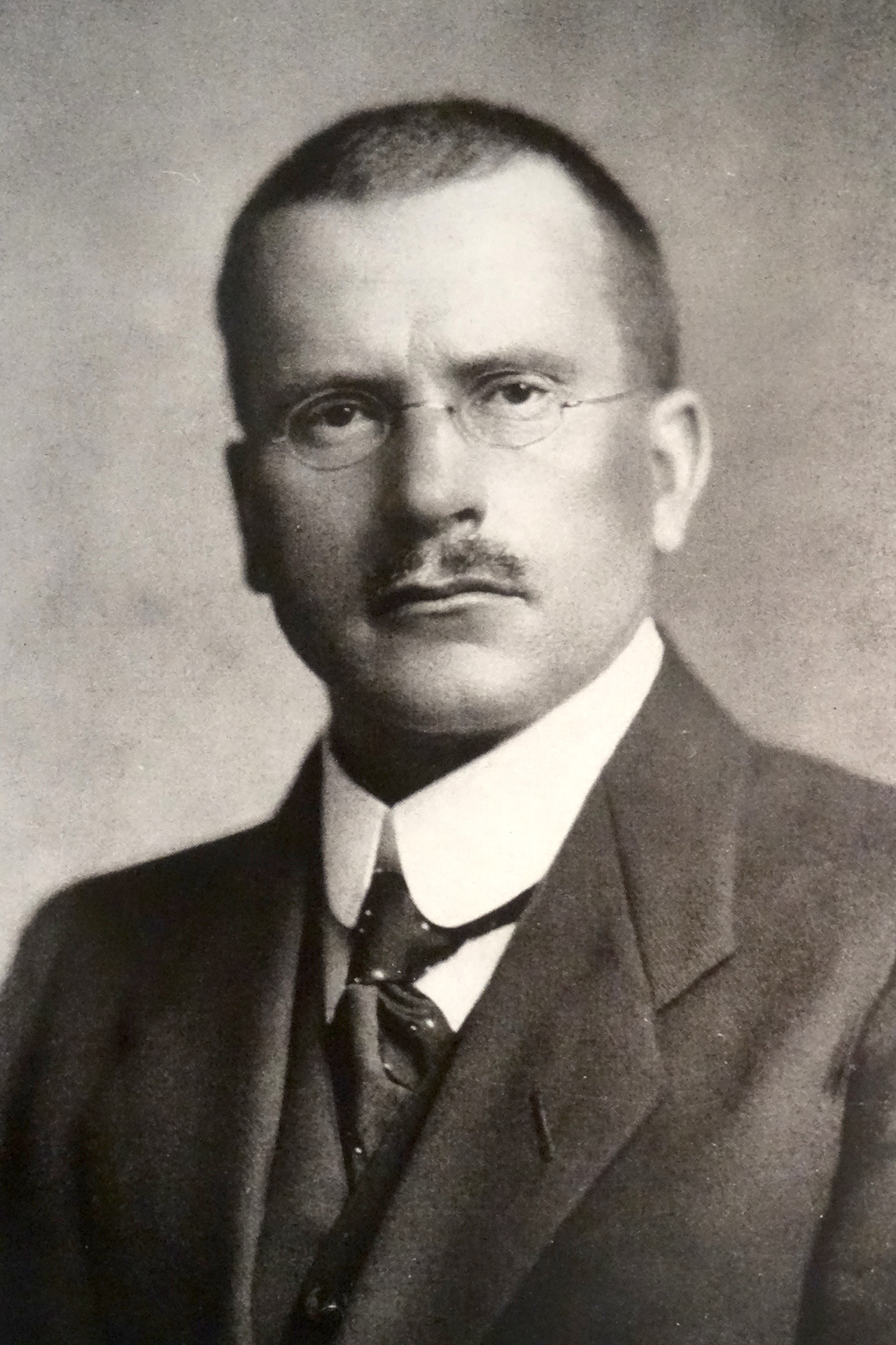
Carl Gustav Jung, Porträt

Die tiefenpsychologischen Konzepte von Sigmund Freud und vor allem von Carl Gustav Jung ermöglichten erst die Entstehung einer psychologisch geprägten Astrologie. Als Schüler Sigmund Freuds richtete sich C.G. Jung jedoch bald gegen dessen Lehre von der Dominanz der Libido als Antrieb menschlichen Handelns. 1912 trennten sich ihre Wege, und Jung nannte seine Richtung fortan Analytische Psychologie. Er maß dem Kollektiven Unbewussten (im Gegensatz zu dem Persönlichen Unbewussten) als Entwicklungsbasis der menschlichen Seele große Bedeutung bei. Dies führte ihn zur Mythologie sowie zu den Konzepten der Symbole und Archetypen, welche das menschliche Verhalten steuern. Er verfügte schon früh über fundierte Astrologiekenntnisse. Die Astrologie stelle die Summe aller psychologischen Erkenntnisse im Altertum dar, sie beruhe auf Zeitqualitäten. Das hieße, was in diesem Zeitmoment geboren oder geschaffen werde, hätte die Qualität dieses Zeitmoments." Jungs Modelle wie «Animus und Anima» und der «Schatten», die «Persona» sowie die «Individuation», die «Archetypen» und die «Synchronizität» sind Basiselemente in der psychologischen Astrologie nach C.G. Jung. «Die Bedeutung der Jung'schen Psychologie für die Astrologie des 20. Jahrhunderts kann kaum überschätzt werden.»
Während der 1920er Jahre gingen Psychologen und Astrologen in Werken und Deutungen den Theorien Jungs nach. Der Schriftsteller und Kulturpsychologe Oscar A. H. Schmitz gab mit seinem Buch Geist der Astrologie (1922), besonders im zweiten Teil mit dem Titel Astro-Psychologie, einen entscheidenden Impuls für eine psychologisch geprägte Astrologie. 1926 wurde Schmitz Schüler C.G. Jungs und arbeitete 1928 unter dessen Anleitung als Psychoanalytiker. Weitere Vertreter dieser Richtung waren Herbert Freiherr von Kloeckler und die Ärztin Olga von Ungern-Sternberg.
Auch der Maler und spätere Astrologe Thomas Ring kam während der 1920er Jahre mit der Psychologie C.G. Jungs in Kontakt, lehnte die Astrologie anfänglich aber ab. Ring bestritt den Einfluss der Himmelskörper im mechanischen Sinn, wandte sich gegen starre Deutungsregeln und jede Form von Determinismus sowie konkrete Ereignisprognosen. Rings vierbändige Astrologische Menschenkunde kann als ein Vorläufer oder eine spezielle Form der Psychologischen Astrologie betrachtet werden.
Der deutsche Arzt und Astrologe Herbert Freiherr von Klöckler fasste Hypothese und Reichweite der Astrologie 1929 so zusammen: «Astrologie ist die auf Erfahrung begründete Lehre von den Beziehungen zwischen den Funktionen der Himmelskörper und gewissen Seiten und Teilen der physikalisch-chemischen, biologischen und psychologischen Prozesse auf der Erdoberfläche, bezogen auf Tendenzen und Affinitäten.» Die Astrologie biete also für keine der von ihr behaupteten Beziehungen monokausale Erklärungen an, sondern lehrte lediglich «gewisse Seiten und Teile» der verschiedenen Lebensprozesse, und gründe sich auf Erfahrung. Diese Perspektive auf Möglichkeiten und Grenzen astrologischer Deutung gehört spätestens seit den 1920er Jahren zum Grundverständnis der sich selbst als seriös einschätzenden Astrologie.
Thomas Ring und Herbert Freiherr von Klöckler, die wesentlichen Schöpfer der missverständlich «revidierte klassische Astrologie» genannten Astrologie-Richtung, betonen in ihren Arbeiten oft die in diesem Sinn gesetzten Aussagegrenzen der Astrologie. Sie hatten bis wohl Anfang der 1990er Jahre insbesondere die Psychologische Astrologie und die berufspolitische Position astrologischer Institutionen (z. B. Deutscher Astrologenverband) beeinflusst.

### Gründung der Psychologischen Astrologie
Der französisch-amerikanische Komponist Dane Rudhyar befasste sich mit der Astrologie seit 1920. Er begann als einer der ersten, die Astrologie mit der Tiefenpsychologie, u. a. auch mit der Jungschen Psychologie, systematisch zu verbinden, da sich beide Bereiche gegenseitig befruchten würden, so Rudhyar, beispielsweise bei der Überwindung der deterministischen Prägung der früheren Astrologie. Rudhyar glaubte, dass astrologische Konstellationen keine festen Ereignisprognosen ermöglichten, sondern Bilder seien, synchronistisch auf den Menschen ausgerichtet. Sie würden die einzelnen, psychologischen Stärken zeigen, die im Individuum wirksam sind, aber die menschliche Freiheit betonen. Rudhyar beschrieb seine Interpretation der Astrologie zunächst als Harmonische Astrologie, ab 1936 bezeichnete er sie als Psychologische Astrologie und behandelte sie ausführlich in seinem Werk Die Astrologie der Persönlichkeit. Seitdem gilt Dane Rudhyar vielfach als Begründer der Psychologischen Astrologie.

### Ausbreitung der Psychologischen Astrologie
Eine breitere Wirkung der Psychologischen Astrologie setzte ab den 1960er Jahren ein, um dann, mit der verstärkten Abkehr von schematischen, ereignisorientierten und schicksalshaften astrologischen Deutungen, während der 1970er Jahre eine breite Wirkung zu entfalten. Mit der New-Age-Bewegung entdeckten auch bedeutende Verlagshäuser den Begründer der Psychologischen Astrologie und veröffentlichten seine Schriften: unter den ersten war The Practise of Astrology (1970). Rudhyar prägte die Psychologische Astrologie maßgeblich und stellte dabei den Menschen („humanistisch“) radikal in den Mittelpunkt. Aus diesem Grund bezeichnete er seine Psychologische Astrologie – in Anlehnung an Abraham Maslows Humanistische Psychologie – ab 1963 als Humanistische Astrologie.
Der Psychologe und Astrologe Hermann Meyer gilt im deutschsprachigen Raum manchen als Begründer der Psychologischen Astrologie, weil er in Deutschland als einer der Ersten schon während der 1970er Jahre ein therapeutisches Modell der Psychologischen Astrologie erarbeitete, das auf den Einsichten der Humanistischen Psychologie beruht («Astropsychotherapie»). Im Jahr 1981 gründete er in München das Institut für Psychologische Astrologie. Ein Jahr später eröffnete der deutsche Psychologe, Therapeut und Astrologe Peter Orban vor dem Hintergrund des Archetypen- und Schattenkonzepts von C.G. Jung zusammen mit Ingrid Zinnel in Frankfurt am Main seine Symbolon. Praxis für Therapie, die er seit 1995 mit Heidemarie Orban, seiner neuen Ehefrau, betreibt.
Die Psychologische Astrologie etablierte sich dennoch weltweit erst während der 1980er Jahre mit den Büchern und Vorträgen von Liz Greene und Stephen Arroyo, die beide praktizierende Psychoanalytiker nach C.G. Jung sind. Liz Greene und der Psychosynthetiker Howard Sasportas gründeten 1983 in London das Centre for Psychological Astrology (CPA), das Ausbildungen in Psychologischer Astrologie anbietet. Das Zentrum arbeitete von Beginn an intensiv mit der Astrodienst AG zusammen, in Zürich fanden bereits viele astrologische Seminare des Zentrums statt.

## Beratung und Therapie
Die Psychologische Astrologie deutet bei einem Geburtshoroskop vor allem seelische Strukturen, Einstellungen und Verhaltensweisen. Sie behauptet entsprechend häufig, auch Wege und Lösungen angeben zu können, wo sie problematische Strukturen und Strebungen erkennen will. Manche psychologische Astrologen wollen im Geburtshoroskop sogar jene Strukturen sehen, mit deren Hilfe der Klient an anderen, eben problematischen Strukturen arbeiten können soll.
Aus der Perspektive einer Lebenshilfe ist die Trennung von Beratung und Therapie wenig hilfreich, auch aus Sicht einer Individualastrologie wird sie
letztlich als unzulässig empfunden. Daher wurden zahlreiche therapeutische Modelle erarbeitet, welche die genuin psychologischen bzw. psychoanalytischen Modelle mit den Gegebenheiten und Möglichkeiten der Individualastrologie verbinden. Aus dem Psychodrama wurde das «Astrodrama» abgeleitet, der «Farbdialog» zeigt Übereinstimmungen mit Teilen der Kunsttherapie, astrologisches Familienstellen ist genauso gebräuchlich wie Astro-Coaching. In der Psychotherapie und Psychologie werden jedoch „kranke“ Menschen behandelt, in der Astrologie werden „gesunde“ Menschen astro-psychologisch beraten. Dabei wertet ein Psychologischer Astrologie normalerweise bei der Horoskopdeutung nicht. Vielmehr werden die Eigenverantwortung und der freie Willen des Horoskopeigners betont, und dessen Anlagen und Chancen, Schwächen und gegebenenfalls Verdrängtes und Projiziertes werden herausgearbeitet. Während eine Psychotherapie manchmal erst nach diversen Sitzungen zum Kern eines Problems vordringen kann, da sie auf die Zugänglichkeit und Auskunftsoffenheit wie Bewusstheit des Klienten angewiesen ist, wird bei einer Horoskopdeutung häufig recht schnell bzw. manchmal auch zu schnell eine Problematik und ein Hintergrundthema genannt, ob zutreffend oder nicht.
Prognosen werden im Rahmen der Psychologischen Astrologie häufig nur soweit abgegeben, als die Frage aufgeworfen wird, wie aufgrund von aktuellen Auslösungen eine Entwicklung der Persönlichkeit möglich ist. Die durch die Prognosemethoden herausgearbeiteten Themen, die den Lebensgang in nächster Zukunft prägen sollen, werden auf ihre Chancen und Gefahren hin besprochen, und man sucht nach konstruktiven Möglichkeiten (Perspektiven), damit umzugehen. Eine Beratung durch Psychologischen Astrologen kann eine Psychotherapie nicht ersetzen.

### Richtungen
Jung'sche Psychologie: Den Schweizer Psychiater und Gründer der Analytischen Psychologie, C.G. Jung, inspirierte die Esoterik im 20. Jahrhundert zu seiner Hypothese der Archetypen, die von Platons Ideenlehre beeinflusst ist. Bei seinen Untersuchungen zur symbolischen Bedeutung der Träume, Gespräche und Zeichnungen seiner Klienten beobachtete Jung wiederkehrende, aus der Sagenwelt stammenden Motive oder Archetypen. Er wollte zeigen, dass diese universellen und zeitlosen Archetypen die Erfahrungen und Gefühle des Menschen leiten, resultierend in wiedererkennbaren und typischen Verhaltensmuster mit natürlichen und absehbaren Folgen.
Jung sah einen Zusammenhang zwischen diesen archetypischen Bildern und astrologischen Motiven oder traditionellen 'Göttern', die mit den Planeten und den Tierkreiszeichen assoziiert werden. Er folgerte, dass die durch Konstellationen beschriebenen, symbolischen Himmelsfiguren ursprünglich von Bilderprojektionen des Kollektiven Unbewussten inspiriert waren. In Zusammenarbeit mit Wolfgang Pauli entwickelte Jung die Theorie der Synchronizität. Diese Theorie, die Jung mit der Ursachenlehre von Aristoteles verglich, stellt dar, dass „was immer geboren ist in einem Zeitmoment, auch die Qualität dieses Zeitmoments hat“ (Zeitqualität). Dementsprechend sah Jung in den – astrologisch gedeuteten – Positionen der Himmelskörper zum Geburtszeitpunkt eines Menschen und dessen Persönlichkeitsentfaltung keine direkte Wirkung der Himmelskörper, sondern nur einen akausalen Zusammenhang.

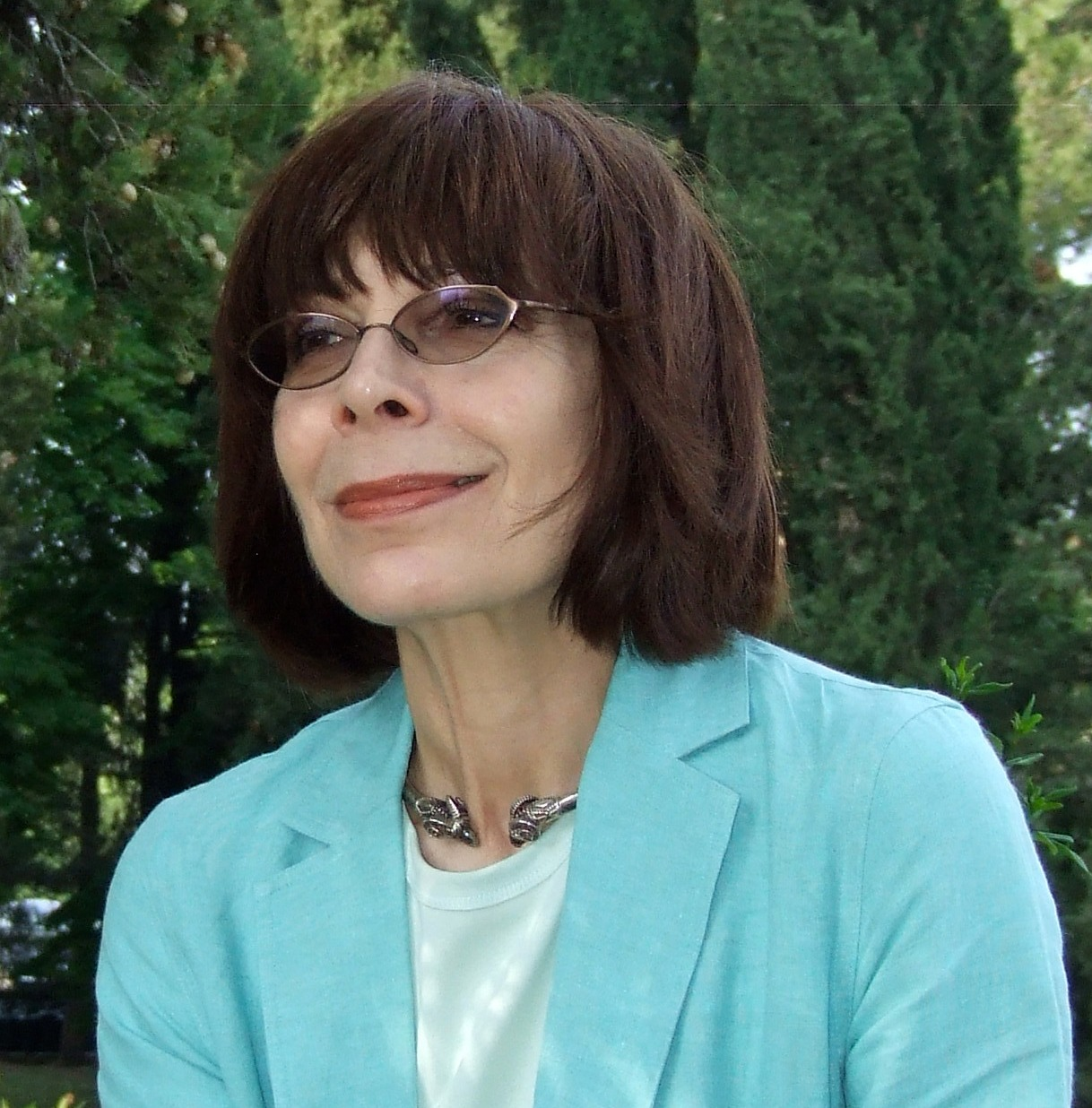
Liz Greene, Mai 2006

Die psychologische Astrologin Liz Greene postulierte, ein Geburtshoroskop zeige eine Landkarte des Individuums (Individualastrologie), es porträtiere die inneren Muster, die innere Natur eines Menschen. Damit beschäftige sich auch die Psychologie. Die Astrologie verwende alte Symbole, die Psychologie hingegen eine moderne Sprache. Sie scheinen also unterschiedlich zu sein, tatsächlich beschrieben jedoch beide dasselbe. Mit dem Programmierer Alois Treindl entwickelte Greene in den Jahren 1985 bis 1987 das sogenannte Psychologische Horoskop, bei welchem Greenes Art der Horoskopdeutung in ein Computerprogramm übertragen wurde. Später entstanden aus dieser Zusammenarbeit weitere, spezielle Horoskopdeutungen (Kinderhoroskop, Beziehungshoroskop, Beruf und Berufung).
Der Begriff Revidierte Astrologie wurde von Thomas Ring während der 1950er Jahre geprägt und stellte nach Rings Ansicht eine Weiterentwicklung der aus seiner Sicht vermeintlich klassischen Astrologie in den ersten Jahrzehnten des zwanzigsten Jahrhunderts dar. Sie ist ein Vorläufer und eine Ausprägung der Psychologischen Astrologie. Ring bestreitet einen physikalischen Einfluss der Himmelskörper, gegen starre Deutungsregeln wendet er sich genauso, wie gegen jede Form von Determinismus und Ereignisprognosen. Die Revidierte Astrologie hatte im deutschsprachigen Bereich in der zweiten Hälfte des zwanzigsten Jahrhunderts moderne astrologische Richtungen wie die Psychologische Astrologie und die berufspolitische Haltung astrologischer Institutionen beeinflusst.

In der bekannten Maslowschen Bedürfnishierarchie ist Selbstverwirklichung der höchste Wert

Der Begriff Humanistische Astrologie wurde von Dane Rudhyar ab 1963 geprägt, eine psychologisch geprägte Astrologie, die sich auf die Humanistischen Psychologie von Abraham Maslow, Anthony Sutich und anderen bezogen hatte. Sie behauptete, dass sich eine gesunde und schöpferische Persönlichkeit nur mit dem Ziel einer Selbstverwirklichung entfaltet. Ziel ist, eine dem Individuum zuträgliche und erfreuliche Zukunft zu gestalten, z. B. durch die Gestalt- und Gesprächstherapie nach Carl Rogers, im Rahmen einer Psychotherapie. Die Humanistische Astrologie, die bei Rudhyar ab 1975 von einer so genannten Transpersonalen Astrologie in Anlehnung an die Transpersonale Psychologie abgelöst wurde, war daher eine weniger auf die reine Selbsterkenntnis, sondern stärker auf das Persönlichkeitswachstum und die Lebensperspektiven ausgerichtete Variante der Psychologischen Astrologie.

## Ausbildung
Es gibt keinen vorgeschriebenen, zertifizierten und staatlich anerkannten Ausbildungsweg, der Begriff 'Psychologischer Astrologie' ist in keiner Weise geschützt und kann von jedem ohne alle Vorkenntnisse in Anspruch genommen werden. Die Masse der praktizierenden Psychologischen Astrologen können keine staatlich anerkannte Ausbildung im Bereich der Psychologie und Psychotherapie vorweisen. Verschiedene Astrologen und Astrologinnen bieten eine Ausbildung in Psychologischer Astrologie an. Es gibt einige wenige praktizierende Diplom-Psychologen, die mit der Astrologie arbeiten.

## Kritik

### Wissenschaftliche Kritik
Statistische Überprüfungen: Als Reaktion auf den neuerlichen Boom der Astrologie seit den späten 1960er Jahren wurden statistische Test in wissenschaftlichen Studien durchgeführt, in denen Aussagen von Astrologen, welche diese aufgrund der Deutung von Geburtshoroskopen machten, überprüft wurden. Eine der bekanntesten Untersuchungen ist der Doppel-Blindtest von Shawn Carlson, der 1985 in der Fachzeitschrift Nature publiziert wurde. Hier, wie bei allen anderen bekannten wissenschaftlichen Tests, zeigen Geburtshoroskop-Deutungen keine über den Zufall hinausgehende Treffer. Zudem wird beispielsweise ein Geburtshoroskop von verschiedenen Astrologen und Astrologie-Richtungen öfter teils recht unterschiedlich gedeutet, teils sogar gegensätzlich gedeutet. Daher dient die Erstellung und Deutung von Horoskopen bzw. Geburtshoroskopen aus wissenschaftlicher Sicht nicht der Gewinnung von Erkenntnissen. Geburtshoroskop-Deutungen – und vorhergesagte Ereignisse – basieren meist auf so allgemeingültig und ungenau gefassten Deutungsaussagen, dass sich viele Menschen davon als zutreffend beschrieben fühlen, was als Barnum-Effekt bekannt wurde.
Nach dem Studium der Psychologie und der Statistik widmete sich Michel Gauquelin (1928–1991) dem Bemühen, mithilfe der Statistik die Validität von Grundsätzen der Astrologie zu demonstrieren. Gegen Ende seines Lebens schlug er vor, ein reformiertes System der Astrologie zu erschaffen, das auf dem Fundament basiert, nur nachweislich statistisch korrekt und überprüfbare Ergebnisse darzustellen. Seine Vision der «Neo-Astrologie» entsprach vielfach nicht den überlieferten Inhalten der 'konventionellen' Astrologie. Aufgrund überwiegend abweichender Ergebnisse bei unabhängigen wissenschaftlichen Nachprüfungen mit neuen Geburtsdaten, besonders nach Gauquelins Tod, konnte zudem seine Planeten-Hypothese, bekannt wurde beispielsweise der 'Mars-Effekt' bei Spitzensportlern, nicht repliziert und bestätigt werden. Inzwischen kann von einer Stichprobenverzerrung bei Gauquelins Datenerhebung ausgegangen werden, ebenso von einigen Geburtszeitkorrekturen bei unsicheren Geburtszeiten zugunsten seiner Hypothesen.
Deutungen der Psychologischen Astrologie sind häufig kasuistisch orientiert, das heißt am Einzelfall in Zusammenarbeit mit dem Klienten. Eine Deutung unter Laborbedingungen soll daher nicht möglich sein und kann es nach Ansicht etlicher psychologischen Astrologen nicht geben, weil sich reale Lebensnot und Lebensbewältigung nicht in Laborbedingungen standardisieren lassen.
Als Pseudowissenschaft eingestuft, scheint die Astrologie ein klassisches Fallbeispiel für die Suche nach einem Unterscheidungskriterium von Wissenschaft und Nicht-Wissenschaft zu sein. Karl Popper unterschied zwischen Wissenschaft, Pseudowissenschaft und Metaphysik. Der Fall Astrologie stellt nach Popper ein übliches Unterscheidungsmerkmal in Frage: Oft werde argumentiert, dass sich Wissenschaft von Pseudowissenschaft oder Metaphysik dadurch abgrenze, dass sie eine empirische Methode verwende, die von Beobachtungen und Experimenten ausgeht. Dies treffe aber auch auf die Astrologie zu, die eine stupende Masse von empirischen, auf Beobachtung basierenden Belegen sammle und dennoch nicht wissenschaftlichen Standards genüge. Für Popper lag das daran, dass Astrologie (darin in seiner Sicht der Psychoanalyse ähnlich) eher wie ein „Mythos“ funktioniert, der nach Bestätigung seiner Überzeugungen sucht, statt Hypothesen ergebnisoffen an der Wirklichkeit zu testen. Astrologen seien beeindruckt und fehlgeleitet von dem, was sie für Bestätigungen ihrer Annahmen halten. Mehr noch, sie formulierten ihre Interpretationen und Prophezeiungen so vage, dass alles, was als Widerlegung gelten könnte, leicht weg argumentiert werden könne. Das zerstöre die Testbarkeit der Theorie, die dadurch nicht falsifizierbar sei. So sei auch nicht die Herleitung aus archaischen Mythen das wesentliche Problem der Astrologie – das gelte für alle wissenschaftlichen Theorien –, sondern dass sie sich nicht in Richtung einer Testfähigkeit entwickelt habe. Für Popper war Astrologie somit eine Pseudowissenschaft (Scheinwissenschaft), da sie zwar induktiv und empirisch vorgeht (und damit wissenschaftlichen Anschein erweckt), sich aber systematisch ihrer Überprüfung entzieht (und damit den wissenschaftlichen Anschein nicht einlöst).
Thomas S. Kuhn wendete gegen Poppers Argumentation ein, dass weder die Vorhersagemethoden noch der Umgang mit Falschprognosen die Astrologie aus dem wissenschaftlichen Kanon ausschließe. Astrologen hätten von jeher die epistemologischen Probleme ihres Vorgehens reflektiert, auf die Komplexität und Fehleranfälligkeit ihrer Methoden hingewiesen und unerwartete Ergebnisse diskutiert. Für ihn ist Astrologie aus einem anderen Grund keine Wissenschaft: Astrologie sei ihrem Wesen nach eher praktisches Handwerk, darin dem Ingenieurswesen, der Meteorologie oder der frühen Medizin ähnlich. So gab es Regeln und Erfahrungswissen, aber keine übergeordnete Theorie. Im Mittelpunkt stand Anwendung, nicht Forschung. Ohne theoriegeleitete Problemlösung habe die Astrologie keine Wissenschaft werden können, selbst wenn die Annahme richtig gewesen wäre, dass die Sterne das menschliche Schicksal bestimmen. Auch wenn Astrologen testbare Vorhersagen trafen und feststellten, dass diese nicht immer zutrafen, bildeten sie keine wissenschaftstypischen Strukturen aus (Normalwissenschaft).
Für Paul Feyerabend war weder die mangelnde Testfähigkeit noch die fehlende Problemlösungsabsicht das Kernproblem der Astrologie, sondern deren fehlende Weiterentwicklung. So habe die Astrologie sehr interessante und fundierte Ideen gehabt, diese aber nicht konsequent fortgeführt und auf neue Bereiche übertragen.
Der Philosoph und Wissenschaftstheoretiker Paul R. Thagard versuchte 1978 eine Synthese der bisherigen Abgrenzungsversuche. Er suchte ein komplexes Kriterium, das neben den logischen Erwägungen Poppers auch die sozialen und historischen Gesichtspunkte Kuhns und Feyerabends einbezieht. In Abgrenzung zu Popper und in Übereinstimmung mit Kuhn und Feyerabend verwies Thagard auf die „Progressivität“ einer Theorie. In seiner Definition ist eine Theorie oder Disziplin, die beansprucht wissenschaftlich zu sein, dann pseudowissenschaftlich, wenn sie über einen längeren Zeitraum weniger progressiv ist als alternative Theorien und zugleich zahlreiche ungelöste Probleme beinhaltet. Weitere Merkmale sind: Die Vertreter der Theorie unternehmen wenige Versuche einer Weiterentwicklung, bereinigen nicht konkrete Widersprüche, setzen die Annahmen ihrer Theorie nicht in Beziehung zu anderen Theorien und gehen selektiv mit möglichen Widerlegungen um. All dies sei bei der Astrologie der Fall, und damit lasse sich an ihrem Beispiel eine allgemeine Abgrenzungsmatrix entwickeln.
Skeptiker kritisieren die Psychologische Astrologie in der Regel auch für ihre Bestätigungsfehler: das heißt für ihre Neigung, astrologisches Wissen in ihre Klienten projiziert und dann bestätigt gefunden zu haben. Psychologische Astrologen erwidern darauf, dass Psychoanalyse und Astrologie sich auch in dieser Hinsicht ähnlich seien: beide könnten dazu verleiten, ein bestimmtes Wissen als Erwartung in die Klienten zu projizieren und im Sinne dieses Wissens zu deuten (z. B. bei der Traumdeutung).

### Weltanschauliche Kritik
Der Astrologie wird immer wieder vorgeworfen, sie begünstige den Fatalismus. Die aus mangelnder Sachkenntnis verbreitete Vorstellung, die Astrologie lege den Menschen in ihren Aussagen fatalistisch fest und der überhebliche Anspruch einiger Astrologen zusammen mit einer Überschätzung der Aussagemöglichkeiten bei der Horoskopdeutung hindert manche, sich ein Horoskop erstellen oder sich astrologisch beraten zu lassen.
Wohl die Mehrzahl psychologischer Astrologen wird einen Determinismus, wie er in früheren Zeiten und teils noch heute in der Astrologie verbreitet war und ist, ablehnen. Vielmehr werden die Eigenverantwortung und der freie Willen des Horoskopeigners betont, und dessen Anlagen und Chancen, Schwächen und gegebenenfalls Verdrängtes und Projiziertes werden herausgearbeitet. Während eine Psychotherapie manchmal erst nach diversen Sitzungen zum Kern eines Problems vordringen kann, da sie auf die Zugänglichkeit und Auskunftsoffenheit wie Bewusstheit des Klienten angewiesen ist, wird bei einer Horoskopdeutung häufig recht schnell bzw. manchmal auch zu schnell eine Problematik und ein Hintergrundthema genannt, ob zutreffend oder nicht.
Prognosen werden im Rahmen der Psychologischen Astrologie häufig nur soweit abgegeben, als die Frage aufgeworfen wird, wie aufgrund von aktuellen Auslösungen eine Entwicklung der Persönlichkeit möglich ist. Die durch die Prognosemethoden herausgearbeiteten Themen, die den Lebensgang in nächster Zukunft prägen sollen, werden auf ihre Chancen und Gefahren hin besprochen, und man sucht nach konstruktiven Möglichkeiten (Perspektiven), damit umzugehen. Eine Beratung durch Psychologischen Astrologen kann eine Psychotherapie nicht ersetzen.

## Psychologische Astrologen (Auswahl)
- Stephen Arroyo (* 1946), amerikanischer Diplom-Psychologe, staatl. anerk. Ehe-, Familien- und Kinderberater
- Peter Fraiss (* 1943), österreichischer Softwareentwickler und Leiter einer Astrologie-Schule
- Liz Greene (* 1946), amerikanisch-britische Psychoanalytikerin nach C.G. Jung, Astrologin und Autorin
- Erich Carl Kühr (1899–1951), deutscher Astrologe, Forscher und Schriftsteller
- Hermann Meyer (* 1947), deutscher Diplom-Psychologe, Naturheilkundler und Astrologe
- Peter Orban (1944–2024), deutscher Diplom-Psychologe, Therapeut und Astrologe
- Dane Rudhyar (1895–1985), französisch-amerikanischer Komponist und Astrologe
- Alexander Ruperti (1913–1998), Schweizer Osteopath und Astrologe
- Oscar A. H. Schmitz (1873–1931), deutscher Autor und Kulturpsychologe
- Richard Tarnas (* 1950), Professor für Philosophie und Psychologie am California Institute of Integral Studies, San Francisco, USA